# James Hagerty
James Campbell Hagerty (Plattsburgh, 9 maggio 1909 – Bronxville, 11 aprile 1981) è stato un giornalista statunitense, addetto stampa della Casa Bianca dal 1953 al 1961, sotto la presidenza di Dwight D. Eisenhower.

## Biografia
Nel 1943 divenne l'addetto stampa del governatore di New York Thomas E. Dewey, di cui gestì le campagne presidenziali nel 1944 e nel 1948. Hagerty è stato responsabile dell'ufficio stampa del candidato Eisenhower nella campagna del 1952, che lo portò alla nomina come addetto stampa nel gennaio 1953. Dopo che Eisenhower lasciò l'incarico nel gennaio 1961, Hagerty divenne vicepresidente della rete televisiva ABC, in carica dal 1961 al 1975.

## L'incidente Hagerty
Il 10 giugno, Hagerty arrivò all'Aeroporto Internazionale di Tokyo per preparare l'imminente arrivo di Eisenhower. Venne accolto dall'ambasciatore americano in Giappone Douglas MacArthur II (nipote del famoso generale), che appositamente lo aveva fatto scortare da una macchina nera nel bel mezzo di una folla di manifestanti, provocando un incidente internazionale. I manifestanti circondarono la macchina, spaccandone i vetri, rompendone i fari e facendola dondolare per più di un'ora, mentre stavano sopra il tetto cantando slogan anti-americani e canzoni di protesta. MacArthur e Hagerty furono salvati da un elicottero militare della marina americana, creando così l'indelebile immaginario del così chiamato Incidente Hagerty (ハガチー事件?, Hagachii jiken), trasmesso dai telegiornali di tutto il mondo.
MacArthur sperava che l'immagine della macchina circondata da manifestanti potesse incentivare il governo giapponese a una più dura repressione delle manifestazioni. Tuttavia, la sua azione servì solamente a suggerire il pericolo che Eisenhower rischiava di correre se avesse continuato i suoi piani di visitare il Giappone.